# خانه بانگ توکلی
خانه بانگ توکلی مربوط به دوره قاجار است و در کرمان، سه راه مطهری، کوچه امیر کبیر واقع شده و این اثر در تاریخ ۲۴ اسفند ۱۳۸۳ با شمارهٔ ثبت ۱۱۶۰۲ به‌عنوان یکی از آثار ملی ایران به ثبت رسیده است. این خانه در  مرداد ۹۷ مورد عملیات بازسازی قرار گرفت. در این عملیات سقف های تخریب شده مورد بازسازی مجدد قرار گرفتند.